# Svend Stouge
Svend Stouge (né en 1942) est un géologue et paléontologue danois. 

## Publications
- (en) Stouge S. & Bagnoli G., 1988. Early Ordovician conodonts from Cow Head Peninsula, western Newfoundland. Palaeontogr. Ital., 75.